# 125 v. Chr.
Portal Geschichte | Portal Biografien | Aktuelle Ereignisse | Jahreskalender | Tagesartikel

◄ |
3. Jahrhundert v. Chr. |
2. Jahrhundert v. Chr. |
1. Jahrhundert v. Chr. |
►

◄ | 140er v. Chr. | 130er v. Chr. | 120er v. Chr. | 110er v. Chr. |
100er v. Chr. |
►

◄◄ | ◄ | 128 v. Chr. | 127 v. Chr. | 126 v. Chr. | 125 v. Chr. |
124 v. Chr. |
123 v. Chr. |
122 v. Chr. |
► |
►►
Staatsoberhäupter

## Ereignisse

### Seleukidenreich

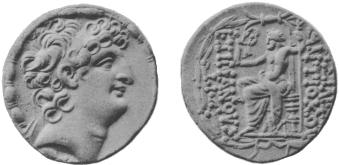
Münze des Antiochos VIII.

- Kleopatra Thea verwehrt ihrem Mann Demetrios II., der im Vorjahr dem Alexander II. Zabinas in der Schlacht unterlegen ist, den Einlass in Ptolemais und Tyros. Als er schließlich ermordet wird, folgt sie ihm als Regentin des Seleukidenreiches nach. Ihren ältesten Sohn Seleukos V. lässt sie noch im gleichen Jahr ermorden. Sie regiert in der Folge für ihren jüngeren Sohn Antiochos VIII. Epiphanes.

### Römische Republik
- Marcus Fulvius Flaccus wird Konsul der Römischen Republik. Er wird vom Senat beauftragt, Massilia gegen die Plünderungen der Salluvier zu unterstützen. Er erobert in der Folge große Teile von Gallia Narbonensis.
- Lucius Opimius schlägt einen Aufstand der Stadt Fregellae nieder.
- Südfrankreich wird römische Provinz (Provence).

## Gestorben

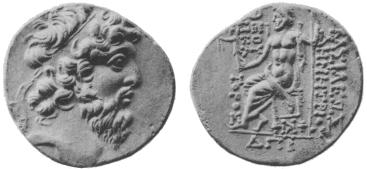
Münze Demetrios’ II.

- Demetrios II. König des Seleukidenreiches (* kurz vor 160 v. Chr.)
- Seleukos V., König des Seleukidenreiches
- um 125 v. Chr.: Gaius Laelius, römischer Politiker